# Gabriel Rodrigo
Gabriel Rodrigo, född 12 oktober 1996 i Barcelona i Spanien, är en argentinsk roadracingförare. Han kör i Moto3-klassen i världsmästerskapen i Grand Prix Roadracing. Rodrigo har startnummer 19.

## Tävlingskarriär
Efter tävlande i nationella och regionala klasser gjorde Rodrigo debut i världsmästerskapen säsongen 2014 i Moto3-klassen på en KTM för RBA Racing Team. Han har kört KTM för samma team sedan dess. 2016 kom han på 24:e plats i VM och 2017 på 16:e plats. Rodrigo har tagit pole position två gånger och sin första pallplats 2018 i Kataloniens GP.

## Framskjutna placeringar
Uppdaderad till 2018-08-06.
| \| Nr \| Grand Prix \| År \| \| -- \| ---------- \| ---- \| \| 1 \| Katalonien \| 2018 \| |            |      |
| Nr                                                                                        | Grand Prix | År   |
| 1                                                                                         | Katalonien | 2018 |